# Nicolás Arévalo
Joseph Nicolás Arévalo Chaparro (Bogotá, D. C., 13 de enero de 2003) es un futbolista colombiano. Juega como mediocampista defensivo en Millonarios de la Categoría Primera A de Colombia.

## Carrera en clubes

### Millonarios

#### Llegada al profesionalismo (2023)
Tras pasar cerca de dos años compitiendo en las Inferiores de Millonarios; finalmente el 28 de enero de 2023 recibe su primera convocatoria al primer equipo, citado por Alberto Gamero, entonces DT del equipo, para un partido ante el Deportivo Pereira por el Torneo Apertura 2023.
Su debut profesional se da casi un mes después de su primera citación, el 18 de febrero de 2023, en un partido por la misma competición ante Jaguares de Córdoba, ingresando al minuto 88 de juego, sustituyendo a Óscar Cortés.

## Selección nacional

### Colombia Sub-20
Su primer acercamiento a su selección nacional se da en abril de 2023 cuando es citado junto a su compañero en Millonarios, Samuel Asprilla, para un microciclo preparatorio por el entonces DT de la Selección Colombia Sub-20, Héctor Cárdenas.

## Estadísticas

### Clubes
Actualizado al último partido jugado el 16 de junio de 2025.
| Club                   | Div.          | Temporada     | Liga  | Liga  | Liga   | Copas nacionales | Copas nacionales | Copas nacionales | Copas internacionales | Copas internacionales | Copas internacionales | Total | Total | Total  | Media Goleadora |
| Club                   | Div.          | Temporada     | Part. | Goles | Asist. | Part.            | Goles            | Asist.           | Part.                 | Goles                 | Asist.                | Part. | Goles | Asist. | Media Goleadora |
| ---------------------- | ------------- | ------------- | ----- | ----- | ------ | ---------------- | ---------------- | ---------------- | --------------------- | --------------------- | --------------------- | ----- | ----- | ------ | --------------- |
| Millonarios · Colombia | 1.ª           | 2023          | 7     | 0     | 1      | 0                | 0                | 0                | 0                     | 0                     | 0                     | 7     | 0     | 1      | 0               |
| Millonarios · Colombia | 1.ª           | 2024          | 4     | 0     | 0      | 0                | 0                | 0                | 1                     | 0                     | 0                     | 5     | 0     | 0      | 0               |
| Millonarios · Colombia | 1.ª           | 2025          | 18    | 0     | 1      | 0                | 0                | 0                | 1                     | 0                     | 0                     | 19    | 0     | 1      | 0               |
| Total club             | Total club    | Total club    | 29    | 0     | 2      | 0                | 0                | 0                | 2                     | 0                     | 0                     | 31    | 0     | 2      | 0               |
| Total carrera          | Total carrera | Total carrera | 29    | 0     | 2      | 0                | 0                | 0                | 2                     | 0                     | 0                     | 31    | 0     | 2      | 0               |
|                        |               |               |       |       |        |                  |                  |                  |                       |                       |                       |       |       |        |                 |

Fuente: Transfermarkt

## Palmarés

### Campeonatos nacionales
| Título                | Club        | Año  |
| --------------------- | ----------- | ---- |
| Torneo Apertura       | Millonarios | 2023 |
| Superliga de Colombia | Millonarios | 2024 |